# Corsomyza clavicornis
Corsomyza clavicornis är en tvåvingeart som först beskrevs av Christian Rudolph Wilhelm Wiedemann 1819.  Corsomyza clavicornis ingår i släktet Corsomyza och familjen svävflugor. Inga underarter finns listade i Catalogue of Life.